# Coll de Camp
El Coll de Camp és un coll de muntanya al límit dels termes municipals de Querol, de la comarca de l'Alt Camp, de Santa Maria de Miralles, de l'Anoia i de Pontils, de la Conca de Barberà. És, per tant, no tan sols partió de tres termes municipals, sinó també de tres comarques diferents.
Es troba a 704,2 metres d'altitud, a migdia del Turó de Pixallits, a llevant del Clot de la Savinosa i a l'extrem nord-est de la Serra de la Savinosa.